# Ориндж (Техас)
Ориндж (или Орандж) (англ. Orange) — город в США, самый восточный город в Техасе. Административный центр одноимённого округа. По переписи населения 2000 года в городе проживало 19 324 человека. Расположен на реке Сабин на границе со штатом Луизиана, часть агломерации Бомонт—Порт-Артур. Основан в 1836. Морской порт на реке Сабин (город близ устья, туда поднимаются морские суда).
Из достопримечательностей известен собраниями Музея изобразительных искусств Старка.